# Embaixada da China em Lisboa
A Embaixada da China em Lisboa é a principal representação diplomática da China em Portugal.

## Estabelecimento
A Embaixada da China em Portugal tem as seguintes organizações:
- Secção Política
- Secção Económica e Comercial
- Secção Cultural e Educacional
- Gabinete do Adido Militar
- Secção Consular
- Gabinete dos Assuntos Consulares

## Controvérsias
Em janeiro de 2023, foi revelado que a Embaixada da China em Portugal tinha instalado vários dispositivos de vigilância em circuito fechado, o que levou os residentes das redondezas a manifestarem preocupação com a invasão de privacidade. 19 de janeiro, a Embaixada da China em Portugal removeu ou recolocou as câmaras.